# Maximilian Geller
Maximilian Geller (* 1. Oktober 1964 in Basel) ist ein Schweizer Saxophonist, Filmkomponist und Mundstückhersteller.

## Leben
Geller wurde 1964 in Basel geboren und studierte in Berlin, Graz und New York City.
Er veröffentlichte zahlreiche CDs unter eigenem Namen. Vier Jahre war er Mitglied im Ensemble der Münchner Lach- und Schießgesellschaft. Außerdem schreibt er Filmmusik für Kino und Fernsehen. Seit 2014 entwirft und produziert er Mundstücke für Saxophon und Klarinette. Sie sind unter dem Namen Geller Ebonit erhältlich.

## Veröffentlichungen
- Kompositionen und Sounddesign für über 100 TV- und Kinoproduktionen
- Smile (1993)
- Maximilian Geller goes Bossa (1996)
- Maximilian Geller goes Bossa encore (1996)
- Mozart 06 (2006)
- Opera in Jazz (2007)
- Amore e Morte (2008)
- Alpenrosen (2011)
- Alpenglühen (2013)

## Filmografie (Auswahl)
- 1997: Die Apothekerin
- 2000: LiebesLuder
- 2003: Das Duo (TV-Serie, 1 Folge)
- 2006: Tatort – Der schwedische Freund
- 2006, 2007: Ein Fall für zwei (TV-Serie, 4 Folgen)